# Сюря
Сюря (рос. Сюря) — село Турочацького району, Республіка Алтай Росії. Входить до складу Кебезенського сільського поселення.
Населення — 5 осіб (2015 рік).